# Wolfgang Gunkel
Wolfgang Gunkel, född den 15 januari 1948 i Berlin, död den 20 maj 2020, var en östtysk roddare.
Han tog OS-guld i tvåa med styrman i samband med de olympiska roddtävlingarna 1972 i München.